# Fannia hirundinis
Fannia hirundinis is een vliegensoort uit de familie van de Fanniidae. De wetenschappelijke naam van de soort is voor het eerst geldig gepubliceerd in 1948 door Ringdahl.